# Elemgasem nubilus
Elemgasem nubilus — вид ящеротазових динозаврів родини абелізаврових (Abelisauridae), що існував у пізній крейді. Виявлений в Аргентині.

## Історія
Рештки динозавра виявлені у 2002 році у відкладеннях формації Портесуело приблизно за 20 кілометрів на захід від міста Кутраль-Ко у провінції Неукен у Патагонії. Голотип складається з часткових осьових і апендикулярних елементів, включаючи шийні та хвостові хребці, праву стегнову кістку, ліву гомілкову кістку, праву та ліву малогомілкову кістки, ліву п'яткову кістку, п'яткові кістки та різні фаланги стопи.
У 2022 році на основі цих решток описано новий рід і вид Elemgasem nubilus. Родова назва Elemgasem посилається на однойменне божество патагонського народу теуелче; згідно з міфологією, Елемгасем є покровителем тварин і батьком південного віскачи, він володіє силою перетворювати на камінь інших і себе, а також є мешканцем гір і неба. Видова назва nubilus латиною означає «туманний день» у зв'язку з незвичайним туманним кліматом під час експедиції, в ході якої виявили скам'янілості.

## Опис
Динозавр сягав приблизно 4 м завдовжки та майже 2 м у висоту. Ґрунтуючись на гістологічному аналізі скам'янілостей, вчені визначили, що екземпляру було лише 8 років, але він вже досяг статевої зрілості.